# 1943年黎巴嫩国家公约
1943年黎巴嫩国家公约是黎巴嫩的什叶派、逊尼派、马龙派和德鲁兹派领导层经过谈判後达成的一项协议，于1943年夏天正式颁布。该条约規定黎巴嫩要脱离法国独立。
1943年黎巴嫩国家公约其他主要内容如下：
- 黎巴嫩穆斯林不追求与叙利亚或阿拉伯世界统一。
- 黎巴嫩总统和武装部队司令必须是马龙派教徒。
- 黎巴嫩总理必须是逊尼派穆斯林。
- 黎巴嫩議會議長必须是什叶派穆斯林。
- 黎巴嫩議會副議長和副总理必须是安条克希腊正教会教徒。
- 武装部队总参谋长必须是德鲁兹人。
- 黎巴嫩议会中基督徒与穆斯林（包括德鲁兹人）議員的比例必须为 6:5。[2]